# Leruo Molotlegi
Leruo Tshekedi Molotlegi (* 1968) je 36. kgosi neboli král Královského národa Bafokeng. Národ Bafokeng se nachází v Severozápadní provincii v Jihoafrické republice.

## Biografie
Molotlegi je kgosim od roku 2000. Je nástupcem svého bratra Mollwane Lebona II. Molotlegiho. Molotlegiho oficiální intronizace se konala až 16. srpna 2003. Korunovace, která se konala na stadionu Royal Bafokeng v jihoafrickém Phokengu, se zúčastnilo 3000 Bafokengů. Molotlegi je synem kgosiho Lebone Edwarda Molotlegiho a královny Semane Molotlegiové.
Měl pět sourozenců, tři bratry a dvě sestry. Dva starší bratři jsou mrtví. Kromě toho, že je hlavou rodu Molotlegiů, je také matrilineárním potomkem dynastie Khama z Botswany. Jeho dědeček, náčelník Tshekedi Khama, byl regentem kmene Bamangwato za vlády sira Seretse Khamy.
Působí jako nevýkonný ředitel v nově založené Royal Bafokeng Holdings (RBH). Je absolventem Hilton College v KwaZulu-Natal v Jihoafrické republice. Na Natalské univerzity vystudoval architekturu a městské plánování. Je vášnivým sportovcem a v Hiltonu byl oceněn zlatou medailí Victora Ludoruma. Je pilotem a byl jmenován čestným plukovníkem jihoafrických vzdušných sil.
V roce 2011 se zúčastnil svatby Alberta II., knížete monackého, se zimbabwskou plavkyní Charlene Wittstockovou.[zdroj?]